# Escut dels Pallaresos

Representació de l'escut dels Pallaresos segons el seu blasonament oficial.

L'escut oficial dels Pallaresos té el següent blasonament:
Escut caironat: de sinople, 3 palles d'or posades en faixa acompanyades a la punta d'una creu de Santa Tecla de sable. Per timbre una corona mural de poble.

## Disseny
La composició està formada per un escut caironat (escut quadrat recolzat sobre una de les arestes), que és la forma adoptada a Catalunya per al disseny oficial dels escuts cívics. El camper és de color verd (sinople), sobre el qual hi ha tres palles disposades horitzontalment (en faixa) de color groc (or), acompanyades a la part inferior (peu) d'una tau o creu de Santa Tecla negra (sable). S'acompanya, a la part superior, d'un timbre amb forma de corona mural. Les corones murals són el timbre genèric escollit per la Generalitat per timbrar els escuts cívics. En aquest cas és una corona de poble, formada per quatre torres i quatre portes, de les quals se'n veuen tres.

## Història

Armes dels comtes de Pallars, amb l'escudet amb les tres palles, les quals s'han agafat per a l'escut dels Pallaresos

Va ser aprovat el 13 d'octubre de 1988 i publicat en el DOGC el 9 de novembre del mateix any. El nom del poble al·ludeix al comtat de Pallars, ja que tradicionalment es pensa que els seus habitants originaris procedien d'aquesta zona pirinenca. L'escut dels Pallaresos presenta un element agafat de les armes parlants del comtat, tres palles d'or. La creu de tau, o creu de santa Tecla, és l'atribut de la patrona de Tarragona, ja que el poble va pertànyer al territori forà de la ciutat, ja que era considerat un raval de Tarragona i l'església parroquial de Sant Salvador pertanyia a la Catedral de Tarragona. El símbol de la tau apareix en el segells del municipi d'entre 1805 i 1825. Altres municipis del Camp de Tarragona, com l'Albiol, Alió, la Selva del Camp o les Borges del Camp, també usen la tau en els seus escuts.

## Bandera

Bandera oficial de Els Pallaresos

Bandera apaïsada de proporcions dos d'alt per tres de llarg, verda, amb tres palles grogues disposades en banda amb la creu de santa Tecla negra a l'angle inferior del vol. Va ser publicat en el DOGC el 10 de juliol de 1991.